# Droga wojewódzka 305
Die Droga wojewódzka 305 (DW 305) ist eine 91 Kilometer lange Droga wojewódzka (Woiwodschaftsstraße) in der polnischen Woiwodschaft Großpolen, der Woiwodschaft Lebus und der Woiwodschaft Niederschlesien, die Bolewice mit Wroniniec verbindet. Die Strecke liegt im Powiat Nowotomyski, im Powiat Grodziski, im Powiat Wolsztyński, im Powiat Leszczyński, im Powiat Wschowski und im Powiat Górowski.

## Streckenverlauf
Woiwodschaft Großpolen, Powiat Nowotomyski
-  Bolewice (DK 92)
-  Nowy Tomyśl (Neutomischel) (A 2, DW 302, DW 308)
- Boruja Kościelna ( Kirchplatz Borui)
- Boruja Nowa (Neu Borui)

Woiwodschaft Großpolen, Powiat Grodziski
- Kuźnica Zbąska (Hammer)
- Błońsko

Woiwodschaft Großpolen, Powiat Wolsztyński
- Barłożnia Wolsztyńska
-  Karpicko (Karpitzko) (DK 32)
-  Wolsztyn (Wollstein) (DK 32, DW 315)
- Stary Widzim (Alt Widzim)
- Wroniawy (Niederweide)
- Solec (Silz)
- Mochy (Mauche)
-  Kaszczor (Wollstein) (DW 316)
- Wieleń Zaobrzański

Woiwodschaft Großpolen, Powiat Leszczyński
- Wijewo (Weine)
- Radomyśl (Mauche)

Woiwodschaft Lebus, Powiat Wschowski
- Hetmanice (Kaltvorwerk)
- Nowa Wieś (Neudorf)
-  Wschowa (Fraustadt) (DK 12, DW 278)
- Olbrachcice (Ulbersdorf)
- Łęgoń (Langenau)

Woiwodschaft Niederschlesien, Powiat Górowski
- Siciny (Seitsch)
- Łękanów
- Naratów
-  Wroniniec (Wollstein) (DW 324)